# Cementerio Rookwood
El cementerio de Rookwood, cuyo nombre oficial es necrópolis de Rookwood, es un cementerio catalogado como patrimonio en Rookwood, un suburbio de la ciudad australiana de Sídney. Es la mayor necrópolis del hemisferio sur y el mayor cementerio en funcionamiento de la época victoriana. Se encuentra cerca de la estación de tren de Lidcombe, a unos 17 kilómetros al oeste del distrito comercial central de Sídney. El 2 de abril de 1999 se incluyó en el Registro del Patrimonio del Estado de Nueva Gales del Sur.

## Descripción

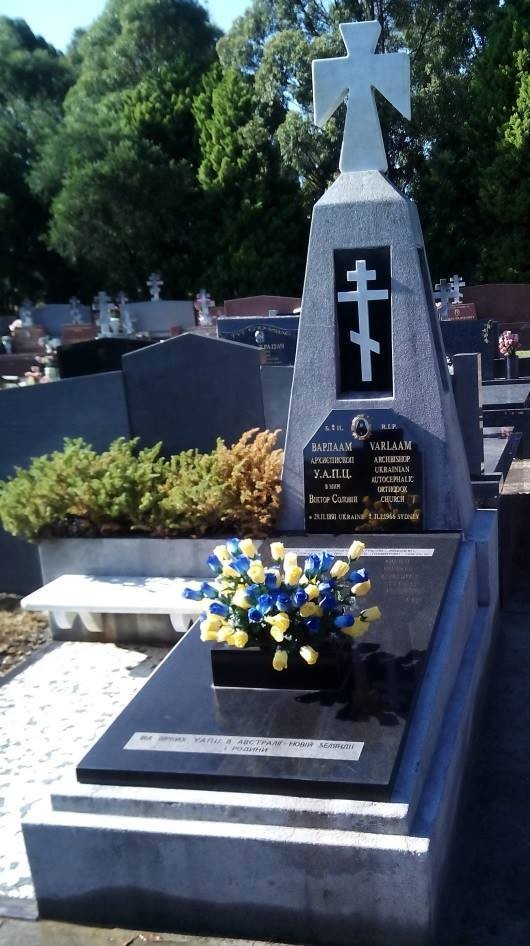
Vista de una lápida ortodoxa en el cementerio.

El cementerio de Rookwood está dividido en áreas confesionales y operativas con oficinas, personal y equipos individuales para gestionar diferentes partes de toda la zona. En la actualidad, el cementerio está gestionado por tres fideicomisos. El administrador de la necrópolis de Rookwood es el custodio de Rookwood en nombre del Gobierno de Nueva Gales del Sur. Los dos fideicomisos confesionales son responsables del cuidado y el mantenimiento de una serie de secciones de enterramiento que atienden a diversos grupos étnicos y culturales de la comunidad. 
Estos fideicomisos son Rookwood General Cemeteries Reserve Land Manager (Cementerio General de Rookwood) y el Catholic Cemeteries and Crematoria. La NSW Cremation Company, que fundó y gestiona el crematorio Rookwood Memorial Gardens, es el crematorio en funcionamiento más antiguo de Australia. La NSW Cremation Company es la única empresa privada que gestiona una sección de "cementerio" dentro del recinto de la Necrópolis. En la actualidad, la empresa forma parte de la compañía InvoCare.
En Rookwood también hay varios santuarios conmemorativos, como los dedicados a las víctimas del Holocausto y a los miembros de la marina mercante muertos en tiempos de guerra. El Cementerio de Guerra de Sídney se encuentra en la sección oriental de la Necrópolis. El Círculo del Amor es un santuario dedicado a los niños nacidos muertos o fallecidos en la primera infancia.
Hay 915 000 personas (cifras a 31 de diciembre de 2014) que han sido enterradas e incineradas en Rookwood, que tiene una superficie de 314 hectáreas. Los "Amigos de Rookwood Inc." son una organización voluntaria dedicada a preservar el lugar. Al ser el mayor cementerio de la época victoriana que sigue en funcionamiento en el mundo, Rookwood tiene una gran importancia nacional e histórica.
Algunas de las secciones más antiguas de Rookwood están llenas de plantas, plantas hortícolas tempranas, algunas ahora grandes árboles o arboledas, así como una interesante variedad de flora indígena remanente. Esto da lugar a una mezcla bastante ecléctica de flora que se encuentra dentro de la necrópolis, incluyendo especies nativas en peligro de extinción como el barquillo y la Dillwynia de hoja pequeña (Dillwynia parvifolia).

## Historia
En 1819, el gobernador Lachlan Macquarie estableció el principal cementerio de Sídney cerca de la fábrica de ladrillos de la ciudad. En la década de 1840, el cementerio de Devonshire Street estaba a punto de llenarse, por lo que se necesitaba otro lugar más grande. En 1845 se eligió un emplazamiento en el Sydney Common, pero se abandonó en 1859 sin llegar a utilizarse debido a las quejas de los residentes locales y de las iglesias. En Australia, al igual que en Europa, existía una tendencia creciente a trasladar los lugares de enterramiento fuera de las ciudades por motivos prácticos, higiénicos y otros más estéticos. En 1856 se construyó una línea de ferrocarril hasta Parramatta y se decidió ubicar el nuevo cementerio en un punto de la línea. Se estudiaron varios lugares y se consideró que no eran adecuados. Sin embargo, en 1862 el gobierno compró 80 hectáreas de tierra en Haslem's Creek a la propiedad de Edward Cohen. Los terrenos de Cohen habían formado parte de una parcela más grande conocida como "Hyde Park" que había sido cedida al magistrado y parlamentario Henry Grattan Douglass en 1833 y posteriormente arrendada. El emplazamiento fue aprobado por su relativo aislamiento y su proximidad a la línea de ferrocarril.
El cementerio se dividió entonces en secciones para las distintas confesiones según su número en el censo de 1861. La sección de la Iglesia de Inglaterra tenía 21 hectáreas, a la católica se le asignaron 14 hectáreas y también se estableció una zona no confesional de 23 hectáreas. Otras confesiones a las que se les asignaron terrenos en las 80 hectáreas originales fueron los judíos, los independientes (congregacionalistas), los presbiterianos y los wesleyanos. La Ley de Necrópolis de 1867 entró en vigor el 1 de enero de 1868, con la que se dedicó formalmente el cementerio y se establecieron fideicomisos para el mismo. El primer entierro en el cementerio, del que informó The Sydney Morning Herald, fue el de un indigente, John Whalan, de 18 años, enterrado el 5 de enero de 1867. Este entierro no se inscribió en el registro de entierros. El primer entierro oficial se registró en el área católica romana: una niña de 14 meses, Catherine McMullen, el 7 de enero de 1867.
En 1879 se necesitaba más terreno y entonces se compraron las 233 hectáreas restantes del antiguo "Hyde Park". En la década de 1890, el cementerio contaba con varios edificios, como la capilla de San Miguel Arcángel y varias casitas para los encargados de las secciones y los sacristanes.
Originalmente conocido simplemente como la Necrópolis (en griego koiné, que significa "ciudad de los muertos"), los residentes locales presionaron a las autoridades para que se cambiara el nombre de su pueblo por el de Haslem's Creek, debido a su asociación con el cementerio. En 1879, los aldeanos consiguieron su deseo y el nombre de la zona se cambió por el de Rookwood; sin embargo, al poco tiempo, también se hacía referencia a la Necrópolis con ese nombre. El asentamiento de Rookwood cambió su nombre en 1913 por el de Lidcombe, como una mezcla de los nombres de dos alcaldes, Lidbury y Larcombe (Larcombe era también un cantero monumental cuyo negocio existe hasta hoy). El cementerio conservó el nombre de Rookwood.
Lo más probable es que el nombre de Rookwood sea una corrupción accidental o deliberada del nombre del cementerio de Brookwood y de la estación de ferrocarril asociada. En el momento de la apertura de Rookwood, el cementerio de Brookwood, situado en Brookwood (Surrey, Inglaterra), era uno de los mayores cementerios del mundo. Es menos probable que, como afirman algunas fuentes, el nombre de Rookwood se deba a la novela Rookwood de William Harrison Ainsworth, escrita en 1834.

## Línea de ferrocarril

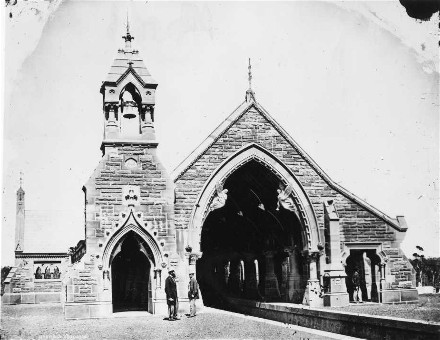
Estación de Haslem's Creek Cemetery en torno al año 1865.

Rookwood contó con un ramal ferroviario de la línea principal desde 1867 hasta 1948. Las estaciones mortuorias daban servicio a cada una de las tres secciones de la necrópolis, con una cuarta en el cruce principal y una quinta en Regent Street, adyacente a la estación central. La construcción de la línea ferroviaria comenzó en noviembre de 1864 y, a partir del 1 de enero de 1865, los trenes empezaron a circular por el cementerio. Se detenían en estaciones preestablecidas en el trayecto desde el centro de Sídney para recoger a los dolientes y los ataúdes. Los trenes circulaban a las 9:30 y a las 15 horas. Los trenes que transportaban a los dolientes se conocían como "Redferns no mejorados". Había dos tipos de coches fúnebres utilizados para la procesión. 
Uno consistía en una furgoneta de cuatro ruedas que transportaba hasta 10 ataúdes en sus estantes superiores e inferiores. Cada uno de estos estantes estaba diseñado para poder abrirse hacia el andén. También había furgonetas de ocho ruedas con capacidad para 30 ataúdes. Ambos vehículos se acoplaban a la parte trasera del tren para su transporte al cementerio. En la terminal, dentro del cementerio, los ataúdes se descargaban con "camillas de ruedas propulsadas a mano".
La línea ferroviaria se utilizó para transportar a los grupos fúnebres a Rookwood hasta 1948, cuando el mayor uso de las procesiones por carretera la hizo obsoleta. Las estaciones se ofrecieron al Joint Committee of Necropolis Trustees por el precio de 1 libra, pero debido a los costes de mantenimiento la oferta fue rechazada y los andenes del cementerio fueron demolidos. La estación del cementerio nº 1, situada en la cabecera del ramal ferroviario, se vendió al reverendo Buckle por 100 libras en 1951 y se trasladó a Canberra en 1957 para convertirse en la iglesia de Todos los Santos de Canberra.